# Pacoima-Talsperre
Die Pacoima-Talsperre (englisch Pacoima Dam) staut den Pacoima-Fluss in Kalifornien. Die Bogenstaumauer befindet sich in den San Gabriel Mountains im Los Angeles County. Der aufgestaute See (Pacoima Reservoir) weist eine Fläche von 28 Hektar auf.
Die Planungen für den Damm gehen auf das Jahr 1920 zurück. Beauftragt wurde der Bau 1924 und der Damm ab 1926 errichtet. Geplant war er mit 345 Fuß bis zur Krone, die 600 Fuß breit sein sollte. An der Basis sollte er 65 Fuß breit und 100 Fuß dick sein. Der Bau wurde im Februar 1929 beendet und war dann noch ein bisschen größer – zu jener Zeit der höchste Damm weltweit.
Der Name Pacoima leitet sich vom Fluss ab, der von den Angehörigen der Tongva in ihrer Sprache „rauschendes Wasser“ genannt wurde.